# Deye
Deye ist ein chinesisches Unternehmen mit Sitz in Ningbo, China. Das Unternehmen ist spezialisiert auf die Entwicklung und Herstellung von Luftentfeuchtern, Solar-Klimageräte, Wechselrichtern für Photovoltaik-Anlagen und Batteriespeichern.

## Geschichte
Deye wurde 1990 von Zhang Hejun gegründet und begann mit der Produktion von Luftentfeuchtern. Im Jahr 2007 erweiterte das Unternehmen sein Portfolio um Wechselrichter für Photovoltaik-Anlagen.

## Kritik
Im Jahr 2023 geriet Deye in die Kritik, da in einigen seiner Wechselrichter für Balkonkraftwerke wichtige Sicherheitselemente fehlten. Deye reagierte darauf mit dem Angebot einer kostenlosen Nachrüstung der betroffenen Geräte mit einer externen Relaisbox und der Korrektur von Kennzeichnung, Gebrauchsanleitung und Warnhinweisen. Die Bundesnetzagentur forderte Deye zudem auf, die betroffenen Kunden zu informieren und die Mängel zu beheben.
Es gab jedoch weitere Probleme mit der externen Relaisbox, die zu Störungen im Betrieb der Balkonkraftwerke führten. Die Bundesanstalt für Arbeitsschutz und Arbeitsmedizin (BAuA) stellte 2024 fest, dass diese fehlenden Relais ein Sicherheitsrisiko darstellten, und veröffentlichte eine entsprechende Meldung auf ihrer Website.

## Produkte
Deye bietet eine breite Palette von Produkten für die Solarenergie an, darunter:
- Wechselrichter: Wandeln Gleichspannung (DC) in Wechselspannung (AC) um und ermöglichen den Betrieb von Haushaltsgeräten mit Strom aus Solarmodulen.
  - SUN-Serie: Einphasige und dreiphasige Wechselrichter für den Einsatz in privaten und gewerblichen Photovoltaik-Anlagen.
  - MS-Serie: Hybrid-Wechselrichter mit integriertem Batteriemanagement für die Speicherung von Solarenergie.
- Batteriespeicher: Speichern überschüssige Solarenergie, um sie später zu nutzen, wenn die Sonne nicht scheint.
  - LV-Serie: DC-gekoppelte Niederspannungs Batteriespeicher: Für den Einsatz mit Hybrid-Wechselrichtern.
  - HV-Serie: DC-gekoppelte Hochspannungs Batteriespeicher: Für den Einsatz mit Hybrid-Wechselrichtern.